# Keljob.com
Keljob.com est un jobboard généraliste français, disponible sur Internet et sur mobile et lancé le 3 juillet 2000.
Une étude Médiamétrie datant d'avril 2006 plaçait le site à la deuxième place des sites emplois avec près de 1 245 000 visites, après le site de l'ANPE (aujourd'hui dénommée France Travail).

## Historique
Le site internet de Keljob a été lancé le 3 juillet 2000 par une jeune pousse de la région parisienne. Un an plus tard, le site enregistre plus de 614 000 visites selon ses propres sources.
En 2006, Keljob.com a rejoint le groupe Adenclassifieds.
En 2009, le site représente 3,1 millions de visites chaque mois et 18,2 millions de pages vues.
En septembre 2010 le groupe Adenclassifieds a été racheté par le Groupe Figaro, qui deviendra Figaro Classifieds.
En 2011, Keljob arrête de référencer les annonces des autres jobboards et choisit d'héberger lui-même ses propres annonces, abandonnant ainsi le modèle de méta-moteur adopté à sa création.
Début 2015, le site a une audience d'environ 1,3 million de visiteurs par mois, près de 27 000 offres d'emplois publiées et 1,4 million de candidats dans sa CVthèque.

## Possibilités pour l'internaute
L'internaute est invité à saisir des critères (fonction, localisation, type de contrat, secteur, expérience) et lancer sa recherche pour accéder aux offres d'emploi du site.
À partir de la page de résultats, l'internaute peut alors visualiser le détail de l'offre, puis postuler à celle-ci, soit via le site, soit en se rendant sur le site du recruteur.
Les demandeurs d'emploi peuvent également déposer leur CV sur le site en créant un compte personnalisé, intitulé "my keljob", et ainsi être contactés par des recruteurs, qui peuvent se connecter à une partie dédié du site. Ceux-ci recherchent alors les candidats selon des profils recherchés.